# St-Jean-Porte-Latine (Douy-la-Ramée)

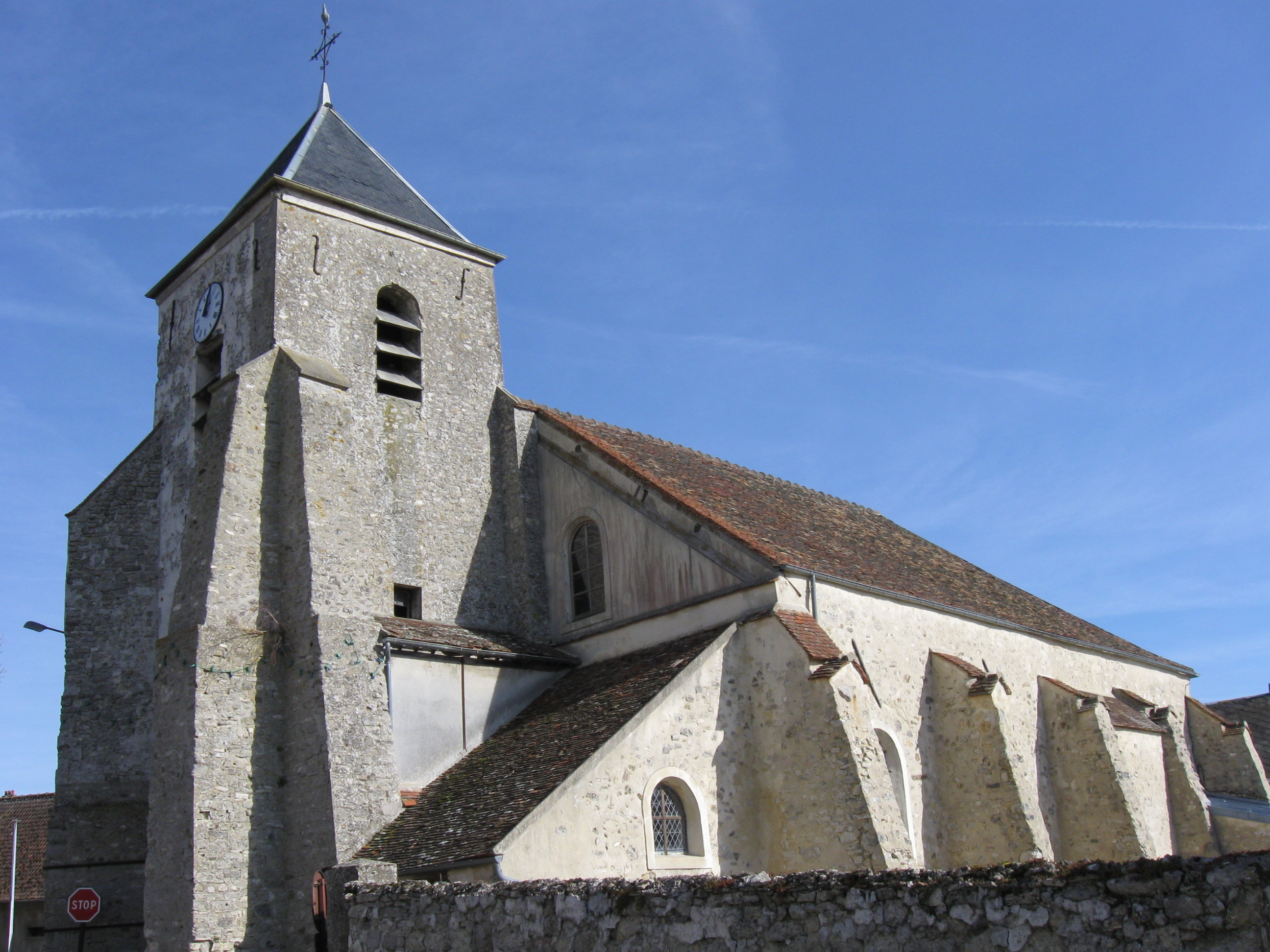
Die Kirche von Douy-la-Ramée

St-Jean-Porte-Latine (deutsch: St. Johannes vor dem Lateinischen Tor) ist die römisch-katholische Pfarrkirche von Douy-la-Ramée, einer Gemeinde im Département Seine-et-Marne in der französischen Region Île-de-France. Die Kirche wurde 1926 als Monument historique in die Liste der Baudenkmäler in Frankreich aufgenommen.

## Geschichte
Die spätgotische Kirche St-Jean entstand im 16. Jahrhundert als zweischiffiges Bauwerk. Beide Kirchenschiffe befinden sich unter einem gemeinsamen Dach. Der dem nördlichen Schiff vorgesetzte Westturm wird von mächtigen Strebepfeilern gestützt und trägt eine Glocke von 1773, die Marguerite-Henriette genannt wird.
Am 16. September 1914 wurde die Kirche durch das Bombardement der deutsche Armee getroffen.

## Ausstattung
Als Einzelobjekte sind in der Kirche als Monument historique eingestuft:
- Altar, Tabernakel, Altarbild, Wandverkleidung, 17. Jahrhundert
- St. Augustinus, Statue, Holz, 16. Jahrhundert
- St. Quintinus, Statue, Holz, 18. Jahrhundert
- Kniender Engel, Statue, Holz, 16. Jahrhundert
- Grabplatte von Esmery de Meaux, Herr von Douy, verstorben 1628
- Glocke, Bronze, 18. Jahrhundert
- St. Johannes der Täufer, Statue, Holz, 17. Jahrhundert
- Weihwasserbecken, Marmor, 18. Jahrhundert
- Reliquienbüste einer Heiligen, Holz, 17. Jahrhundert
- Reliquienbüste einer heiligen Nonne, Holz, 17. Jahrhundert
- Hochaltar und sechs Leuchter, 18./19. Jahrhundert
- Madonna mit Kind, Statue, Stein behauen, 18. Jahrhundert
- Weihwassergefäß und Aspergill, Silber, 19. Jahrhundert